# Blast (Walibi Holland)
Blast is een topspin in het familiepretpark Walibi Holland gebouwd door HUSS Park Attractions. De attractie is gelegen in het themagebied Wilderness en had tot en met 2018 de naam Excalibur.

## Algemeen

### Excalibur (t/m 2018)
Excalibur verving in het park de door Vekoma gebouwde Waikiki Wave. Deze Waikiki Wave is in 2000 naar een ander park gegaan. Het grootste verschil tussen de twee topspins is dat de Waikiki Wave een schuine topspin was en dus ook schuin kon zwaaien. Bij de Excalibur is dit niet het geval, de bank blijft steeds horizontaal en de twee armen bewegen synchroon. Bij de Excalibur zijn twee rijen waarin in elke rij twintig mensen kunnen zitten.
Excalibur had een middeleeuws uiterlijk.

### Blast (sinds 2019)
In 2019 kreeg de attractie een ander uiterlijk en een nieuwe naam. Dit was als onderdeel van een grote renovatie van het themagebied waar de attractie in ligt.